# 11593 Uchikawa
11593 Uchikawa eller 1995 HK är en asteroid i huvudbältet som upptäcktes den 20 april 1995 av de båda japanska astronomerna Kazuro Watanabe och Kin Endate vid Kitami-observatoriet. Den är uppkallad efter astronomen Yoshihisa Uchikawa.